# اليادودة
اليادودة هي قرية سورية تقع في سهل حوران جنوب محافظة درعا، وتبعد عن مدينة درعا مسافة 5 كيلومتراتٍ إلى الغرب. توجد بالقرب منها مياه معدنية، تحدُّها من الجنوب ناحية مركز درعا، وتحدها من الشمال بلدة المزيريب، ومن الشرق بلدة عتمان، ومن الغرب دولة الأردن. يبلغ عدد سكَّانها حوالي 10,500 نسمة.

تحتضن قرية اليادودة القديمة العديد من المواقع الأثرية والبيوت القديمة المُصَنَّعة من الصخر الأزرق البازلتي.
يمرُّ في القرية وادي الذهب الذي ينبع من جبل العرب, وينتهي به المطاف إلى حوض وادي اليرموك. ورغم أنَّه أصبح يجري لفتراتٍ زمنيَّةٍ قصيرةٍ في فصل الشتاء، إلا أنَّه قبل فترة من الزمن كان يجري لفترات أطول كانت تمتد حتى بدايات الصيف وبغزارة، وقيل أنَّه كان في الماضي كان نهراً دائم الجريان.